# Котор (город, Босния и Герцеговина)
Котор или Котор-град (сербохорв. Kotor, Kotor-grad, простореч. Бобац) — средневековый город-замок на севере Боснии. Расположен на территории общины Котор-Варош. Сохранился в виде руин.

## История
Котор впервые упоминается в грамотах боснийского бана Степана Котроманича 1322—1323 годов или в 1382 году. Располагался в жупе Врбань. Городом какое-то время владел хумский воевода Хрвое, который 2 апреля 1412 года передал Котор жене Елене в денежный залог. Хрвое предположительно умер в Которе. После чего отошёл к Яецкой бановине. В 1519 году город был завоёван турками, которые разместили в нём военный гарнизон, находившийся здесь до 1838 года. В 1833 году в Которе осталась одна пушка. В период турецкого владычества городом управляли диздары: Хусеинага (1557 год), Салихага (1748), Авдага (1758—1793), Мехмедага (1810) и его сын Абдурахманага (1816), в 1858 году место диздара Салихаги занял его брат Авдага.
Этимологически название города может происходить от праславянского котаръ — «стена из плетня». Боснийский город Котор упоминается в народной свадебной песне. Остатки старого города и укрепления (Хрвоев град) включён в предварительный список национальных памятников Боснии и Герцеговины.